# Jonas Svahn
Jonas Svahn (25 czerwca 1991 r.) – szwedzki unihokeista. Uczestnik World Games 2017.

## Kariera klubowa
- Kristinebergs AIS (? – ?)
- IBF Falun (? – 2014)
- IBK Dalen (2014

## Sukcesy

### Klubowe
- Puchar Mistrzów IFF – (1 x ): 2013, 2014
- Mistrzostwo Szwecji – (2 x ): 2013/14; 2012/13;

### Reprezentacyjne
- Mistrzostwa Świata w Unihokeju:
– (1 x ): 2014
– (1 x ): 2016

Szczegółowa tabela występów w reprezentacji.
| Turniej                                       | Rok  | M | B | A | Pkt |
| --------------------------------------------- | ---- | - | - | - | --- |
| Mistrzostwa Świata w unihokeju (kwalifikacje) |      | 6 | 7 | 8 | 15  |
|                                               | 2016 | 6 | 7 | 8 | 15  |
| Mistrzostwa Świata w unihokeju                |      | 6 | 2 | 2 | 4   |
|                                               | 2014 | 6 | 2 | 2 | 4   |